# Craterosaurus
Craterosaurus ist ein kaum bekannter Dinosaurier aus der Gruppe der Stegosauria.
Bislang ist von diesem Dinosaurier lediglich der Wirbelbogen eines Rückenwirbels bekannt, der durch eine einzigartige Vertiefung charakterisiert ist. Der Bau des Wirbelbogens lässt auf eine Zugehörigkeit zu den Stegosauriern schließen, eine genauere Bestimmung ist nicht möglich. Manchmal wird Craterosaurus mit dem ebenfalls nur durch spärliche Überreste bekannten Regnosaurus gleichgesetzt, was sich ohne weitere Funde wohl nicht verifizieren lässt. Aufgrund der spärlichen Überreste gilt Craterosaurus manchmal als nomen dubium.
Das Fossil wurde im englischen Bedfordshire gefunden und 1874 von Harry Govier Seeley beschrieben. Der Fund wird in das Aptium (untere Kreidezeit) datiert und ist somit einer der jüngsten Funde eines Stegosauries.